# Icononzo
Icononzo – miasto w Kolumbii, w departamencie Tolima.